# Fiona Pennie
Fiona Pennie (Alexandria, 9 de noviembre de 1982) es una deportista británica que compite en piragüismo en la modalidad de eslalon.
Ganó siete medallas en el Campeonato Mundial de Piragüismo en Eslalon entre los años 2006 y 2021, y ocho medallas en el Campeonato Europeo de Piragüismo en Eslalon entre los años 2007 y 2021.
Participó en dos Juegos Olímpicos de Verano, en los años 2008 y 2016, ocupando el sexto lugar en Río de Janeiro 2016, en la prueba de K1 individual.

## Palmarés internacional
| Campeonato Mundial | Campeonato Mundial             | Campeonato Mundial | Campeonato Mundial |
| Año                | Lugar                          | Medalla            | Competición        |
| ------------------ | ------------------------------ | ------------------ | ------------------ |
| 2006               | Praga (República Checa)        | Medalla de plata   | K1 individual      |
| 2007               | Foz do Iguaçu (Brasil)         | Medalla de bronce  | K1 por equipos     |
| 2014               | Deep Creek (Estados Unidos)    | Medalla de plata   | K1 individual      |
| 2015               | Londres (Reino Unido)          | Medalla de plata   | K1 por equipos     |
| 2018               | Río de Janeiro (Brasil)        | Medalla de bronce  | K1 por equipos     |
| 2019               | Seo de Urgel (España)          | Medalla de oro     | K1 por equipos     |
| 2021               | Bratislava (Eslovaquia)        | Medalla de oro     | K1 por equipos     |
| Campeonato Europeo |                                |                    |                    |
| Año                | Lugar                          | Medalla            | Competición        |
| 2007               | Liptovský Mikuláš (Eslovaquia) | Medalla de bronce  | K1 por equipos     |
| 2008               | Cracovia (Polonia)             | Medalla de bronce  | K1 por equipos     |
| 2012               | Augsburgo (Alemania)           | Medalla de bronce  | K1 individual      |
| 2013               | Cracovia (Polonia)             | Medalla de oro     | K1 individual      |
| 2013               | Cracovia (Polonia)             | Medalla de plata   | K1 por equipos     |
| 2016               | Liptovský Mikuláš (Eslovaquia) | Medalla de oro     | K1 por equipos     |
| 2018               | Praga (República Checa)        | Medalla de bronce  | K1 individual      |
| 2021               | Ivrea (Italia)                 | Medalla de oro     | K1 por equipos     |